# Giovanni Ticco
Giovanni Ticco (* 16. Februar 2000) ist ein italienischer Skilangläufer.

## Werdegang
Ticco, der für den G.S. Fiamme Oro startet, nahm von 2017 bis 2020 an U18 und U20-Rennen im Alpencup teil und wurde dabei in der Saison 2019/20 Neunter in der U20-Gesamtwertung. Zudem belegte er bei den Junioren-Skiweltmeisterschaften 2019 in Lahti den 40. Platz im Sprint, den 18. Rang über 10 km Freistil sowie den siebten Platz mit der Staffel und bei den Junioren-Skiweltmeisterschaften 2020 in Oberwiesenthal den 26. Platz im 30-km-Massenstartrennen sowie den 24. Rang im Sprint. Mit der Staffel holte er dort die Bronzemedaille. In der Saison 2020/21 startete er in Formazza erstmals im Alpencup und kam bei den U23-Weltmeisterschaften 2021 in Vuokatti auf den 50. Platz im Sprint sowie auf den 28. Rang über 15 km Freistil. In der folgenden Saison erreichte er in Ulrichen mit dem zweiten Platz im Sprint seine erste Podestplatzierung im Alpencup und lief bei den U23-Weltmeisterschaften 2022 in Lygna auf den 31. Platz im Sprint sowie auf den 27. Rang über 15 km klassisch. In der Saison 2022/23 nahm er bei der Tour de Ski 2022/23 erstmals am Skilanglauf-Weltcup teil und holte dabei mit dem 44. Gesamtrang seine ersten Weltcuppunkte. Zudem erreichte er mit sechs Top-Zehn-Platzierungen den vierten Platz in der Gesamtwertung des Alpencups. Bei den U23-Weltmeisterschaften 2023 in Whistler belegte er den 33. Platz über 10 km Freistil, den 21. Rang im Sprint und den achten Platz im 20-km-Massenstartrennen. In der Saison 2023/24 gewann er den Dolomitenlauf und holte in Toblach über 10 km Freistil seinen ersten Sieg im Alpencup. Nach Platz eins im Sprint beim Alpencup in Schlinig zu Beginn der Saison 2024/25, kam er beim Weltcup in Davos mit dem 34. Platz im Sprint erneut in die Punkteränge.

## Siege bei Continental-Cup-Rennen

### Continental-Cup-Siege im Einzel
| Nr. | Datum            | Ort      | Disziplin       | Serie    |
| --- | ---------------- | -------- | --------------- | -------- |
| 1.  | 16. März 2024    | Toblach  | 10 km Freistil  | Alpencup |
| 2.  | 6. Dezember 2024 | Schlinig | Sprint Freistil | Alpencup |
| 3.  | 18. Januar 2025  | Falcade  | 10 km Freistil  | Alpencup |

### Continental-Cup-Siege im Team
| Nr. | Datum         | Ort     | Disziplin                           | Serie    |
| --- | ------------- | ------- | ----------------------------------- | -------- |
| 1.  | 17. März 2024 | Toblach | 4 × 7,5 km Mixed-Staffel Freistil 1 | Alpencup |